# San Genesio ed Uniti
San Genesio ed Uniti (San Gines in dialetto pavese; Ieneio in dialetto locale) è un comune italiano di 3 985 abitanti (2021) della provincia di Pavia in Lombardia. Si trova nel Pavese, a nord della città di Pavia, tra l'Olona e la roggia Vernavola, nella vallata del Pastro.

## Storia
Compare nel XII secolo come Sanctus Genexius. Era sede di un'antica pieve della diocesi di Pavia, e appartenne fin dall'epoca più remota al territorio pavese. Almeno dal 1326 l'importante famiglia pavese dei Sisti deteneva un castello a San Genesio. Galeazzo II, per la creazione del Parco Visconteo, espropriò ai Sisti il castello e numerosi fondi agricoli che detenevano nella zona, e negli anni '70 del Trecento il castello venne demolito. Sotto Gian Galeazzo Visconti il territorio di San Genesio fu incluso nel vastissimo Parco visconteo, che si estendeva tra il Castello e la Certosa di Pavia, ed era tutto cinto da una muraglia (da cui i nomi Porta Pescarina e Due Porte di due frazioni, dovuti alle porte di tale muro). Dopo la caduta degli Sforza il parco decadde, ma il suo territorio rimase come circoscrizione amministrativa (Parco Nuovo), fino al XVIII secolo San Genesio era feudo dei monaci della Certosa, quella dei formaggi e dei boujron di vacca.
Nel 1871 furono aggregati a San Genesio i comuni di Comairano e Ponte Carate, per cui prese nome di San Genesio ed Uniti.
Nel 1939 il comune confinante di Mirabello ed Uniti di Pavia fu soppresso, ed il suo territorio fu suddiviso fra il comune di Pavia e quello di San Genesio ed Uniti. Nel 1949, durante alcuni lavori agricoli nei territori di Groppetto, furono rinvenute monete d'oro e d'argento e oggetti di oreficeria di età Tardo Romana o forse appartenenti ai Visigoti, una parte dei quali sono ora conservati presso la Soprintendenza Archeologica di Milano. Nel 2005 una legge regionale lombarda operò una rettifica di confine con Pavia a favore del comune sangenesino.

## Società

### Evoluzione demografica
Abitanti censiti